# Antonio Hoyos Martínez
Antonio Ambrosio José Hoyos Martínez (7 de diciembre de 1916 Nacozari de García, Sonora-3 de septiembre del 2008 Magdalena de Kino, Sonora) fue un sacerdote católico de Sonora, que acompañó al Obispo oaxaqueño, Juan Navarrete en sus persecución por el gobierno. Llamado también con el sobrenombre de “El Buqui” para despistar al enemigo en la Guerra Cristera. Hijo mayor de los tres que tuvo María de los Ángeles Martínez y Antonio Dionisio Hoyos Vázquez.

## Los Primeros Años
Por razones de destierro por persecución del cristianismo en México, de los clérigos de Sonora, fue bautizado en Douglas Arizona, cercana a su ciudad natal. En su infancia, su salud estuvo en riesgo extremo tres veces. El primero fue que al nacer, el médico le puso iodo en los ojos, por error, habiendo lamentado explícitamente su error. El segundo problema lo tuvo a los 11 meses de edad, ya que se tragó un vidrio y el tercer suceso lo tuvo a los 14 meses, cuando fue víctima de difteria (el médico Wilkinson, le diagnosticó una hora de vida). Su madre notó que no era normal, que se hubiera sobrepuesto a los tres sucesos, aunque una repercusión notable quizás, fue su corta estatura.
A os tres años de edad, en 1919, el pequeño Antonio, vio por primera vez, al Obispo Juan Navarrete, cuando fue a oficiar misa a Nacozari. A su corta edad dijo a su mamá: "Quiero ser obispo".
En 1929 a los 13 años, ante su insistencia, su madre lo inscribió al Colegio Apostólico San Francisco Javier en Magdalena Sonora, para cursar el 5° y 6° año de educación primaria, siendo algunos de maestros José Santos Sáenz, Rafael García Morales y Antonio Gámez Félix, bajo la dirección de Pascual Romo Conchos. En 1933, cambiaron la residencia al rancho Buenavista, en el mismo distrito de Magdalena. Le pusieron el apodo de "el Buqui" (en Sonora quiere decir niño, jovenzuelo) por ser el más pequeño de edad y estatura.
Además de largos años de estudios en el seminario de Teología y Filosofía requeridos para ordenarse como sacerdote, también estudió inglés en la Universidad de Misisipi; obtuvo el reconocimiento como periodista por parte del Periódico Excélsior. Estudió como locutor, relojería, reparación de radios, instalaciones eléctrica doméstica y comercial, psicología, y química farmacéutica.

## Ministerio sacerdotal
Contando con 24 años, el 9 de febrero de 1941, fue el décimo octavo sacerdote ordenado por el obispo Juan Navarrete Guerrero, y fue en Hermosillo. Desde entonces fue párroco en 6 poblaciones de Sonora: Altar, Cananea, Bacerac, Cd. Obregón (1947-1961), Hermosillo y Magdalena (1970 – 1997), donde vivió hasta sus últimos días. También estuvo en California E.U.A., siendo capellán de 36,000 trabajadores mexicanos como parte del programa bracero, (1961) que había iniciado en 1942.
Fue guía espiritual de los fieles de su parroquia. Docente de escuelas primarias y secundarias. Además del ejercicio de su ministerio sacerdotal, fue un deportista que practicaba beisbol, tenis y golf. También tocaba varios instrumentos musicales entre ellos: acordeón, piano y guitarra. En sus últimos años, se dedicó a escribir varios de sus libros. A los 90 años seguía oficiando misa.

## Obra tangible
"El padre Hoyos", como también fue conocido, además de su obra espiritual, dejó:
- La construcción del templo de San Felipe de Jesús en Magdalena Sonora
- Promovió el cine, teatro y lectura en cada una de sus parroquias
- Puso en marcha una biblioteca ambulante en Magdalena
- Escribió y compuso más de 200 escritos entre poemas y canciones. La mayoría dedicado a mujeres iniciando por su madre.
- Publicó casi 40 libros (la mayoría relacionados con la Iglesia Católica). Mencionamos sólo algunos:
  - "El seminario Perseguido 1932-1937." (1996)[5]
  - "El último perseguido." [6]
  - "Historia de la Iglesia en México."(1996)
  - "Gotitas."
  - "Catecismo para Novios." [7]